# Bart van den Berg
Jacobus Bastiaan (Bart) van den Berg (31 augustus 1985) is een Nederlandse oud-langebaanschaatser, en marathonschaatser. Van den Berg reed voor 1nP, nadat hij eerder reed voor Gewest Zuid-Holland. In 2012 maakte hij de overstap naar de marathon.
In seizoen 2005/2006 debuteerde Van den Berg op het NK Allround 2006 waar hij als zestiende eindigde. Zijn beste prestatie was in 2010 toen hij op het NK Allround negende werd.

## Persoonlijke records
| Afstand      | Tijd     | Datum             | Baan       |
| ------------ | -------- | ----------------- | ---------- |
| 500 meter    | 37,41    | 6 maart 2010      | Heerenveen |
| 1000 meter   | 1.12,71  | 27 oktober 2007   | Heerenveen |
| 1500 meter   | 1.49,41  | 7 november 2010   | Heerenveen |
| 3000 meter   | 3.54,59  | 5 december 2005   | Heerenveen |
| 5000 meter   | 6.37,15  | 29 september 2007 | Erfurt     |
| 10.000 meter | 14.06,38 | 7 maart 2010      | Heerenveen |

## Resultaten
| Jaar | NK Afstanden                  | NK Allround |
| ---- | ----------------------------- | ----------- |
| 2006 | 23e 5000m                     | NC16        |
| 2007 |                               |             |
| 2008 | 10e 1000m 19e 1500m 15e 5000m | NC14        |
| 2009 | 23e 1500m                     |             |
| 2010 |                               | 9e          |
| 2011 | 17e 1500m                     | NC15        |
| 2012 |                               | 12e         |